# WELCOME TO POPSICLE CHANNEL
『WELCOME TO POPSICLE CHANNEL』（ウェルカム・トゥ・ポプシクル・チャンネル）は、高橋ひろの2作目のアルバム。

## 内容
アルバムのタイトル通り、高橋が所属したバンド『POPSICLE』を連想した曲が多い。「ごめんねまくら」は浜口庫之助に捧げた曲であり、擬人法（まくら）を使用している。この曲にはほかにも漣健児、コニー・フランシス、フォー・シーズンズ、弘田三枝子、筒美京平などのエッセンスが盛り込まれている。この1曲においてこれだけのポップ・エッセンスがつまっており、他の曲にも多数のフレーバーが施されているため、アルバム全体がカラフルな仕上がりになっている。11曲中2曲はシングル収録曲及びフジテレビ系「幽☆遊☆白書」のエンディングテーマであるが、アルバムバージョンとしてリテイクをした。

## 収録曲
- 作詞・作曲：高橋ひろ（#1,3-13）
- 作詞：山田ひろし、作曲：高橋ひろ（#2）
- 編曲：高橋ひろ（#1-3,5,10,11,13）／高浪敬太郎（#4,7-9）／長谷川智樹（#6,12）

1. ごめんねまくら
2. アンバランスなKissをして (album ver.)
3. 私ならこうする
4. パティオでドッキリ
5. 秋野菜
6. 雨になれ
7. 浮気をしたいの
8. タンブリンマン
9. 月光
10. 天空の2人
11. 太陽がまた輝くとき (album ver.)
12. 恋のリベンジ
13. イェーイ イェーイ